# ミカドホテル
ミカドホテル（英称：Mikado Hotel）は、かつて兵庫県神戸市にあった日本のホテル。当時の日本語表記は「みかどホテル」。

## 概要
実業家後藤勝造により明治22年（1889年）に設立された洋式木造三階建てのホテルである。明治時代に神戸にあったホテルのうち、唯一日本人が開設したホテルである。
1897年（明治30年）頃に神戸駅近く（兵庫東川崎町）で開業した。当初は後藤旅館という名称であったが、知人であった後藤新平の助言を得て「自由亭ホテル」と改めた。名称ゆえなのか、板垣退助が定宿としていた。
一方で後藤勝造はこれも後藤新平の助言で神戸駅に高級フランス料理店「みかど食堂」をオープンしていた。この食堂経営が大成功していたこともあって、1901年（明治34年）にミカドホテルと改称した。事業拡大をはかって、1906年（明治39年）には河合浩蔵設計による新館が建設された。しかし後藤勝造の借財返済のため間もなく建物は旧財閥鈴木商店に売却されて、ホテル業を廃業した。
ホテル新館建物は、その後鈴木商店本店として使用されていたが、鈴木商店は1918年（大正7年）に勃発した米騒動の標的の一つとなって本店には2万人の群集が殺到し、焼き討ちに遭って失われた。

## 創業者

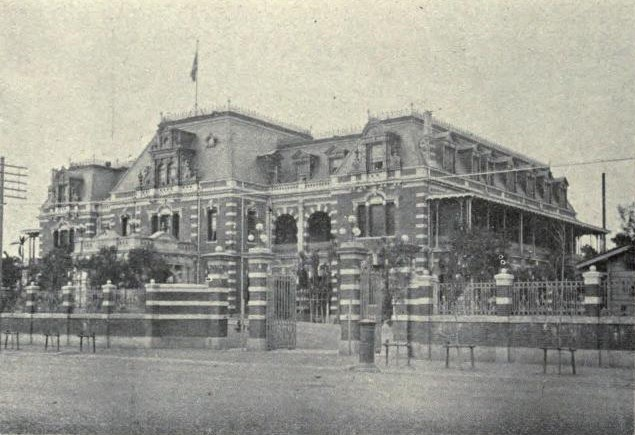
台湾鉄道ホテル

後藤勝造(1848-1915)は、信濃国（現在の長野県）に生まれ、横浜で外国貿易実務を経験した後、神戸の回漕問屋「松尾松之助」を経て、明治10年（1877年）に蒸気船問屋「後藤勝造本店」（現・後藤回漕店）を創業し、旅館業にも進出して「後藤旅館」を開いた。明治22年(1889年)に後藤鉄二郎(1868年生。鳥取県士族成瀬金一郎の弟)を養嫡子に迎え、宿泊客として知り合った後藤新平の助言により、自由亭ホテルと名を変え、洋食を売りにした西洋式ホテルとして営業を始めた。明治28年（1895年）にはやはり後藤新平の勧めで台湾への回漕業進出を果たし、ホテル、食堂などの事業を一気に拡大して神戸財界の名士となった。新規事業に意欲的で「なんでも屋」の異名を持つ勝造は、台湾から樟脳の廃液を輸入し、これを薄めてトイレの防臭剤とすることを思いつき、後藤新平が民政長官を務めていた台湾総督府より薬局法による消毒液の認定を受けて「デシン」の名で売り出したところ大当たりし、第一次世界大戦中に武田長兵衛商店（現・武田薬品工業）に販売権を譲渡するまで、家庭の常備薬として広く愛用された。
明治32年（1899年）に日本初の列車食堂(食堂車)が山陽鉄道で始まるとこれに協力し、2年後には「自由亭ホテル列車食堂部」を新設してその経営を継承した。明治39年（1906年）に「鉄道国有法」で山陽鉄道が国有化されたのちも引き続き経営が認可され、国有鉄道路線の発達とともに「みかどホテル」」(1906年に「自由亭ホテル」から改称)の列車食堂営業もまた拡大していった。明治41年（1908年）には、台湾総督府鉄道部から台北駅の台湾鉄道ホテル（のち台北鉄道ホテル）の経営と台湾縦貫鉄道（基隆～高雄間）の列車食堂経営を委託された。
大正4年(1915年)に勝造は鉄二郎に家督を譲り、2代目となった鉄二郎は、大正5年（1916年）に東川崎町の「みかどホテル」の建物を鈴木商店に売却してホテル業から撤退し、大正9年（1920年）に列車食堂と駅構内食堂を専業とする「みかど株式会社」を設立。昭和9年（1934年）に台南駅に、昭和12年（1937年）に高雄駅にそれぞれ鉄道ホテルが開業すると、「みかど」はその経営も委託され、昭和19年（1944年）に委託先が東亜交通公社（のち日本交通公社）に変わるまで経営した。列車食堂の営業は昭和13年（1938年）に同業6社で設立した「日本食堂株式会社」に統合された。